# Jan Vochoska
Jan Vochoska es un deportista checoslovaco que compitió en remo. Ganó una medalla de bronce en el Campeonato Mundial de Remo de 1985, en la prueba de cuatro scull.

## Palmarés internacional
| Campeonato Mundial | Campeonato Mundial | Campeonato Mundial | Campeonato Mundial |
| Año                | Lugar              | Medalla            | Prueba             |
| ------------------ | ------------------ | ------------------ | ------------------ |
| 1985               | Malinas (Bélgica)  | Medalla de bronce  | Cuatro scull       |